# Vouneuil-sur-Vienne
Vouneuil-sur-Vienne ist eine französische Gemeinde mit 2278 Einwohnern (Stand: 1. Januar 2022) im Département Vienne in der Region Nouvelle-Aquitaine. Sie gehört zum Arrondissement Châtellerault, zum Kanton Chauvigny und zum Gemeindeverband Pays Châtelleraudais. Die Einwohner werden Vouneuillois genannt.

## Geographie
Vouneuil-sur-Vienne liegt am Fluss Vienne, etwa 21 Kilometer nordöstlich von Poitiers. Die nordwestliche Gemeindegrenze bildet der Clain. Umgeben wird Vouneuil-sur-Vienne von den Nachbargemeinden Cenon-sur-Vienne im Norden, Availles-en-Châtellerault im Norden und Nordosten, Monthoiron im Osten, Bonneuil-Matours im Süden, Saint-Cyr im Westen sowie Beaumont und Naintré im Nordwesten.
Im Gemeindegebiet liegt das Naturreservat Le Pinail.

## Geschichte
Zwischen Vouneuil und der kleinen Ortschaft Moussais befand sich vermutlich das Schlachtfeld, auf dem im Oktober 732 Karl Martell und Abd ar-Rahman die Schlacht von Tours und Poitiers ausfochten.
| Bevölkerungsentwicklung | Bevölkerungsentwicklung | Bevölkerungsentwicklung | Bevölkerungsentwicklung | Bevölkerungsentwicklung | Bevölkerungsentwicklung | Bevölkerungsentwicklung | Bevölkerungsentwicklung | Bevölkerungsentwicklung |
| ----------------------- | ----------------------- | ----------------------- | ----------------------- | ----------------------- | ----------------------- | ----------------------- | ----------------------- | ----------------------- |
| Jahr                    | 1962                    | 1968                    | 1975                    | 1982                    | 1990                    | 1999                    | 2006                    | 2012                    |
| Einwohner               | 1212                    | 1257                    | 1218                    | 1458                    | 1606                    | 1835                    | 1923                    | 2031                    |

## Sehenswürdigkeiten
- Priorat Savigny, ehemalige Kapelle, seit 1930 Monument historique
- Schloss Le Fou aus dem 15. Jahrhundert, seit 1953 Monument historique
- Schloss Chitré mit Wassermühle
- Schloss Moussais-la-Bataille aus dem 19. Jahrhundert
- Tourismuszentrum des alten Schlachtfelds von Moussais-la-Bataille

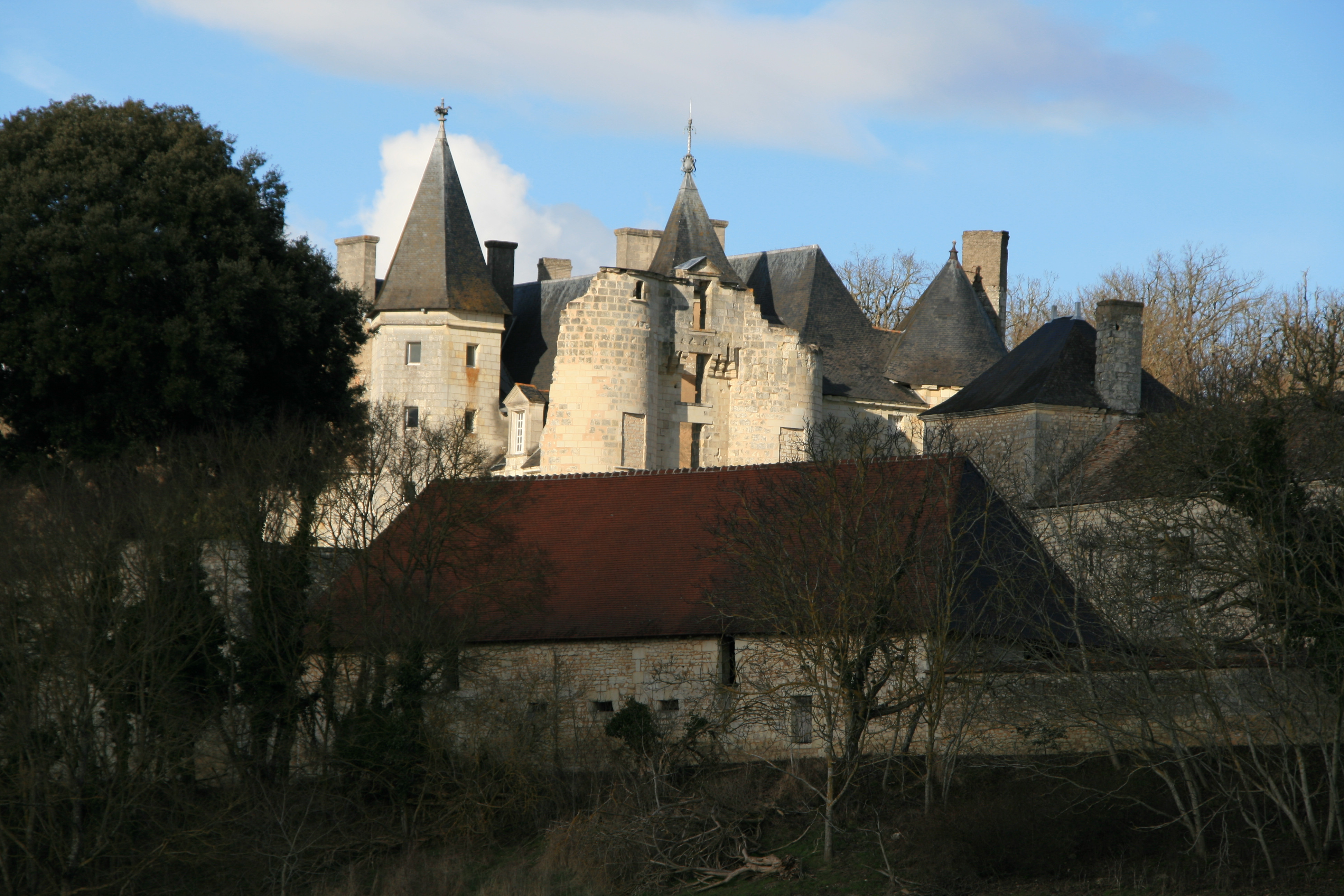
Schloss Le Fou
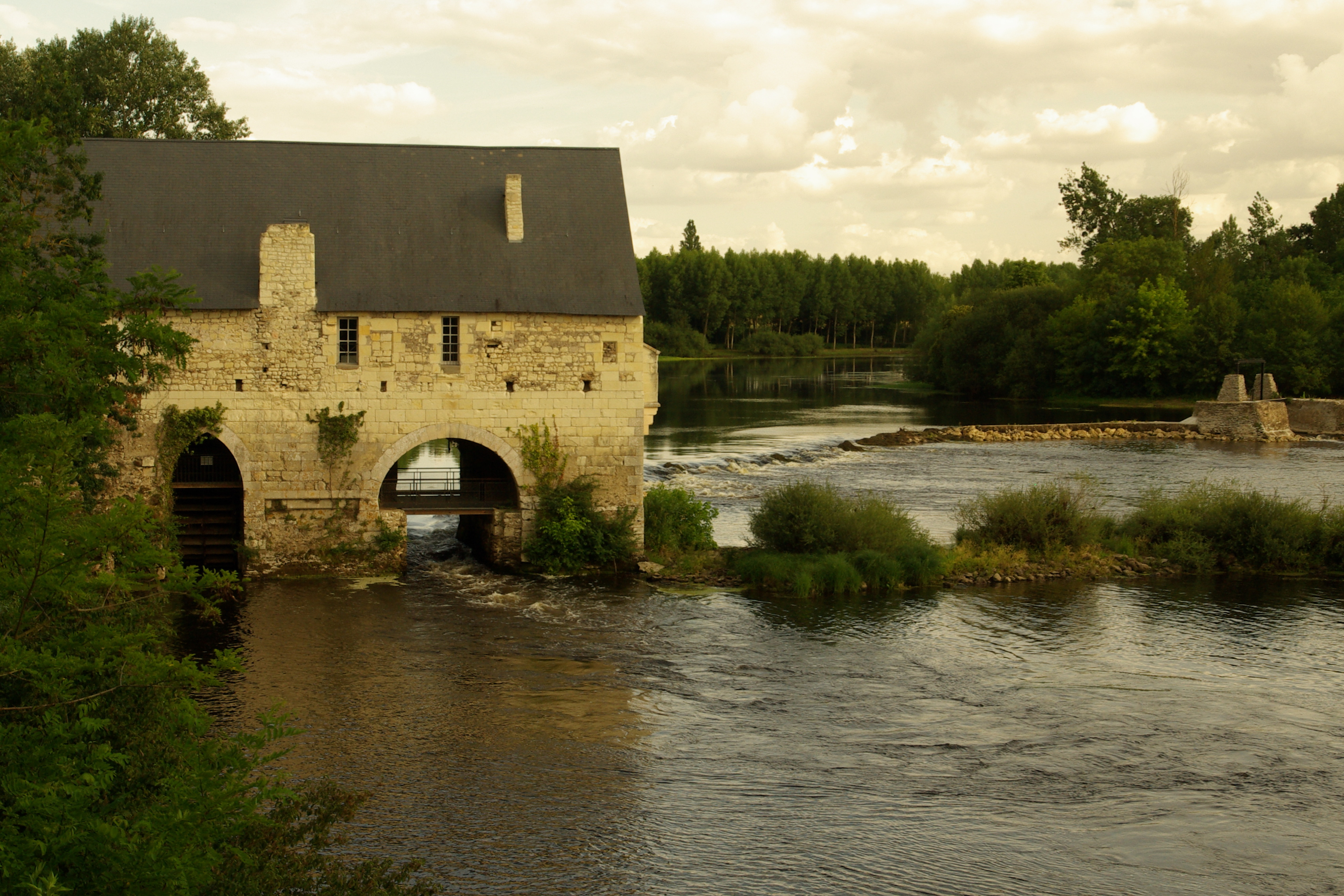
Wassermühle beim Schloss Chitré
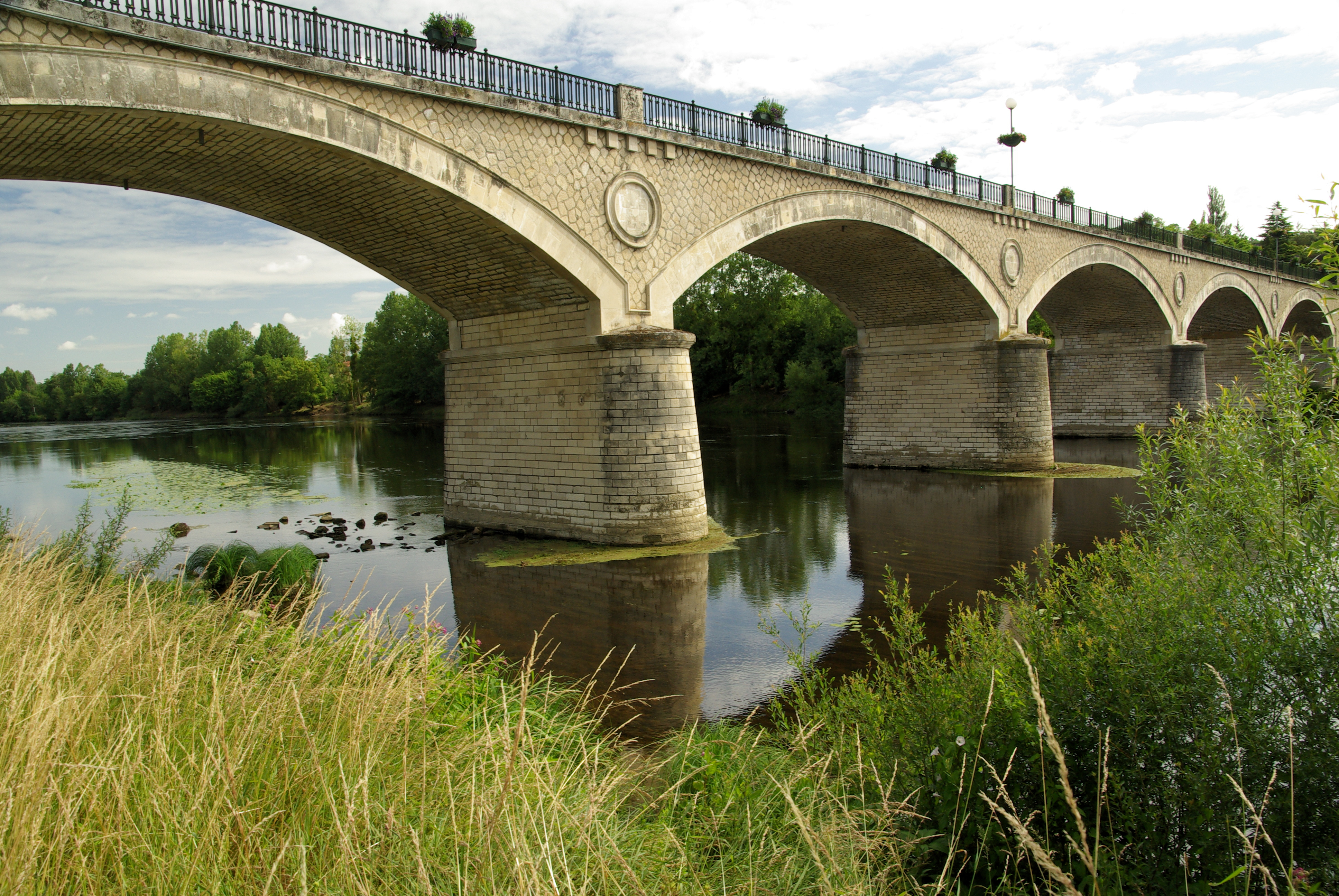
Brücke über die Vienne